# AZURE (バンド)
AZURE（アズール）は、2006年に結成された日本の3人組バンドである。

## メンバー
- 樹里（夏目 樹里）（なつめ じゅり、2月16日 - ）
愛知県新城市出身。ボーカル & トランペット担当。血液型はO型。
高校卒業後某銀行に就職するが、音楽の夢を捨てきれずに退職。通っていたボイトレの先生を通じ本ユニットに参加するようになる[1]。
BSフジの「NAGOYA SUNSHINE MUSIC CHASE」では「樹里」として番組MCを務め、2009年春から三重テレビの「とってもワクドキ!」で毎週木曜日の音楽コーナーMCを担当中。
また、2010年春よりFM愛知の「奥華子のアスナルトレジャー」（以降、後継番組の「ソナーポケットのアスナルトレジャー」→「Brand New Vibeのアスナルトレジャー」）のアシスタントを担当していた（2013年3月22日放送分をもってアシスタントを卒業）。
2013年より、ダンサー二人組「DOLCE」と共に新ユニット「AZURE♯（アズールシャープ）」を結成、活動を開始。

- 今井 裕一（いまい ゆういち、5月8日 - ）
愛知県豊田市出身。ヴァイオリン（弦楽器） & ドクター（医大生であることから）担当。血液型はA型。現役医大生。
- 橋本 直樹（はしもと なおき、3月5日 - ） 
愛知県名古屋市出身。MC & DJ、キーボード担当。血液型はA型。AZUREの楽曲・歌詞のほとんどを制作している。

## 来歴
2000年より、直樹を中心にAZUREのバンド名で活動開始。 2005年11月、樹里がコーラス&トランペットとしてメンバー加入。ミニアルバム「Brightness」を全国発売。 
2006年6月、男性ボーカルが脱退したことに伴い、同年7月から樹里が新たにボーカルとなり、AZUREを再結成。ライブ会場限定のデモCD(青バージョン)(オレンジバージョン)を販売。 
2008年5月21日、よしもとR&Cの新レーベル「ネギヤキ」よりミニアルバム「Venus Spark」で全国デビューし、東海地区中心から、関東・関西へとその活動範囲を広げた。 

2009年4月11日、morph-tokyoでのライブをラストに男性ベースが脱退。2008年10月からサポートで参加していたヴァイオリニスト裕一が正式メンバーへ。 
2009年9月〜11月、名古屋市アスナル金山にて、3カ月間毎週土曜にライブを行い、1回のライブ動員1000人を目指す企画に挑戦。最終日の11月28日、寒い冬の夜という悪条件の中、1000人動員を達成。地元バンドがこれまでに成し遂げたことの無い記録を初めて打ち立てた。  

2010年3月、1000枚限定ミニアルバム「情熱」を発売。2011年7月、三重県伊賀市のPRキャラクター（いわゆる“ゆるキャラ”）の「いがグリオ」とコラボした「いが☆グリオのテーマ」をリリース。

## ディスコグラフィー

### アルバム
1. Brightness（2006年1月11日）
  1. Brightness
  2. Drift on Snow Waves
  3. Close to me
  4. TearDrop
  5. Balance Game
2. Venus Spark（2008年5月21日）
  1. Shout for Joy
  2. One Sided Love
  3. パフューム
  4. Shooting Star
  5. ピース&ピース
  6. ハルカ
  7. Brand New Days
3. 情熱（2010年3月13日）
  1. 情熱
  2. SPARK!
  3. CLOSE TO ME
  4. Calling You
  5. LOVE SONG
4. De-La Pop Collection（2011年3月19日）※ミニアルバム
  1. HAYABUSA
  2. 情熱
  3. 約束
  4. SAYONARA
  5. 二人のメリークリスマス
  6. LOVE SONG

### シングル
1. いが☆グリオのテーマ（2011年7月10日）
  1. いが☆グリオのテーマ　
  2. DANCE TRIBE（三重テレビ「美し国三重市町対抗駅伝」テーマソング）
  3. いが☆グリオのテーマ(Instrumental)
  4. DANCE TRIBE(Instrumental)
2. VISION〜未来〜（2012年10月24日）
  1. VISION〜未来〜　
  2. BRIGHTNESS (2012REMIX)

### デモCD
1. Perfume / One Sided Love（2006年12月10日）
  1. Perfume
  2. One Sided Love
2. Dance Tribe / Shooting Star（2006年9月30日）
  1. Dance Tribe
  2. Shooting Star

### 夏目樹里ソロシングル
1. N.a.i.t.e（2011年2月16日）
  1. N.a.i.t.e
  2. Door

### コンピレーション・アルバム
1. JSA PREMIUM Blue（2007年2月9日）
  - 「Shooting Star」収録

## 出演

### ラジオ
- 樹里・KONOMIのデラ★コミュニケーション（2011年10月より「樹里の〜」）（2010年10月4日 - 2012年9月25日　東海ラジオ）